# Acalitus avicenniae
Acalitus avicenniae är en spindeldjursart som först beskrevs av Lamb 1952.  Acalitus avicenniae ingår i släktet Acalitus och familjen Eriophyidae. Inga underarter finns listade i Catalogue of Life.